# Manone il ladrone
Manone il ladrone è un film italiano del 1974 diretto da Antonio Margheriti.